# Испанская (порода кур)
Испанская, или испанка — выносливая порода кур из Испании.
Кур часто путают с похожей внешне миноркой, но испанская порода старее чем минорка. Порода широко распространена по всему миру, но редко встречается в Испании.
Точная история происхождения породы неизвестна. Порода была принята в Американскую ассоциацию птицеводства в 1874 году. 
У кур блестящее черное оперение. Перья редкие и мягкие. Их наиболее отличительной чертой являются белые, низко висящие мочки ушей, которые хорошо развиты. У птиц большой ярко-красный гребень, а на ноге четыре пальца.
Порода обычно считается мясо-яичной. У кур отсутствует инстинкт насиживания, при этом они несут 160—180 очень крупных белых яиц в год, весом около 80 граммов. Масса петухов — 2,5-3 кг, кур — от 2 до 2,5 килограммов.